# Русиф Хусеинов
Русиф Шакир оглу Хусеинов (азер. Rusif Şakir oğlu Hüseynov) је азербејџански истраживач и политички стручњак. Он је суоснивач и главни уредник онлајн политичког часописа "The Politicon", као и суоснивач и директор "Topchubashov Center". Главни интереси Хусејнова су друштвено-политички процеси у постсовјетским земљама, замрзнути сукоби и етничке мањине. Његови истраживачки региони покривају углавном источну Европу, Блиски исток, Кавказ и средњу Азију.

## Биографија
Русиф Хусеинов рођен је 24. августа 1987. у Сахилу, Азербејџанска ССР. На Државни универзитет у Бакуу примљен је 2004. године, а 2008. године дипломирао је међународне односе. Хоуссеинов је магистрирао на Институту за политичке студије Јохан Скитте на Универзитету у Тартуу.
Хусејнов је основао "Topchubashov Center" у априлу 2018. године заједно са Мурадом Мурадовим. Центар функционише у оквиру Регионалног јавног синдиката за студије у Бакуу.
Хусејновљеви чланци објављивани су у публикацијама као што је "Modern Diplomacy", "The Independent Türkçe", "Visegrad Insight", "New Eastern Europe", Центар за стратешка и савремена истраживања, "The Jamestown Foundation", Анкарски центар за студије кризе и политике, "Foreign Policy News", "The National Interest", "Al Bawaba", "The Times of Israel", "TRT World", "Vostokian", "Polis180", "Kyiv Post",. Такође је учествовао у "APAralel" програму "APA TV".